# Маржанбулак
Маржанбулак (на руски: Маржанбулак, на казахски: Маржанбұлақ) е село, разположено в Алгински район, Актобенска област, Казахстан. Населението му през 2009 година е 1496 души.

## Население
През 1999 година населението на селото е 1174 души (654 мъже и 520 жени). През 2009 година населението му е 1496 души (738 мъже и 758 жени).